# 貴族爵位
貴族爵位是一种世袭的贵族身份等级，爵位的拥有者享受与其爵位等级相对应的政治经济权利。贵族爵位一般具有其对应的等级体系，称为“贵族等级制度”或“爵位制度”，是一种在世界古代历史上不同国家、不同时期广泛存在的现象。

## 东亚

### 中国
在古代中國，延续最久、影响最大的贵族等级制度为商、周时代确立的五等爵制度，将世袭贵族划分为公、侯、伯、子、男五个等级。五个等级的世袭贵族严格按照其等级区别所使用的礼器，其中以爵（商周时代的一种贵族特用酒器，作用如杯、盏，一般为青铜所制，有三足，长嘴高脚）为代表，因而贵族等级被直接代称为“爵位”，其后战国时代诸侯变法，尤其秦朝自商鞅变法后，定下自公士至彻侯的二十等爵，专门用以赏功。秦始皇创制皇帝尊号后，爵位仍仅限于官员，皇帝、单于等尊号则不属于爵位，语出《鹖冠子‧备知第十三》与新出土竹简《系年》。汉承秦制，各个朝代也沿用“爵位”之谓，而其等级体系则因历朝历代而有所差异。

## 欧洲爵位
明清以来，随着东西方政治经济上的接触、摩擦，日本率先對外國的社会、政治、经济等进行系统性的翻译和学习，将英国的貴族等级与中國歷史上的五等爵制度相对应起来，创制了公爵、侯爵、伯爵、子爵、男爵等一系列翻譯词汇，除此之外，常用的其他欧洲爵位翻译词汇还有勋爵、大公等。時至今日，部分歐洲君主立憲制國家（如：英國），仍有這些稱謂。本條目所說皆為英國爵位，歐洲其他地區間爵位差異很大，無法一概論之，也無法完美對應至中國歷史上的五等爵。

### 公爵 Duke
拉丁文为dux，起源于罗马帝国时期，高级将领、尤其是防守边疆或出战外地的将军可能获得这个称呼。
日耳曼部落受罗马統治者影响，把各个部落首领拥为当地的公爵，地方称为公國，公爵为一国之主。不久欧洲其他地区也建立了了许多公国。
在英国，该爵位的使用相对较晚。1337年，爱德华三世的儿子黑太子爱德华受封为第一个英国公爵。

### 侯爵 Marquess
侯爵，由德國之堡侯（邊疆殖民地總督）、伯爵演變而來，是指統轄一處的封疆大吏。
侯爵的地位和尊榮程度不甚明確，大約在公爵和伯爵之間，曾有一段時期內不被看重。到了十五世紀，這級爵號穩定地保持了它在貴族爵位中的第二級地位以後，才被貴族們所看重。與其他四個等級的貴族相比，侯爵的數目一向最少。

### 伯爵 Earl、Count
Count及类似称呼起於羅馬帝國晚期的Comes，臣民如果受到皇帝或皇后的重用，可能拿到此稱呼。屬於三級等亦是屬於保衛軍隊伍的權益總監。伯爵位於侯爵之下，需要被冊封。
英國的稱呼Earl則源自古英語eorl，意為「高貴之人」，後在英國與源自拉丁文的count成為同義詞。

### 子爵 Viscount
子爵本义为“副伯爵”（拉丁文Vis+Comes），原本是伯爵的副手。是歐洲貴族中一個爵號階級。在英國貴族階級中是高於男爵，低於伯爵。
這一個爵號早於1440年在英國出現, John Beaumont被冊封第一個子爵。來自古法文的visconte（現代法文為vicomte）。而這一個詞來自中世紀拉丁文vicecomitem（這一個詞來自vicecomes）。

### 男爵 Baron
來源於日耳曼語，原意指男人。自中世紀開始，人們便把租種國王土地的人稱為男爵。